# Jošinaka Minamoto

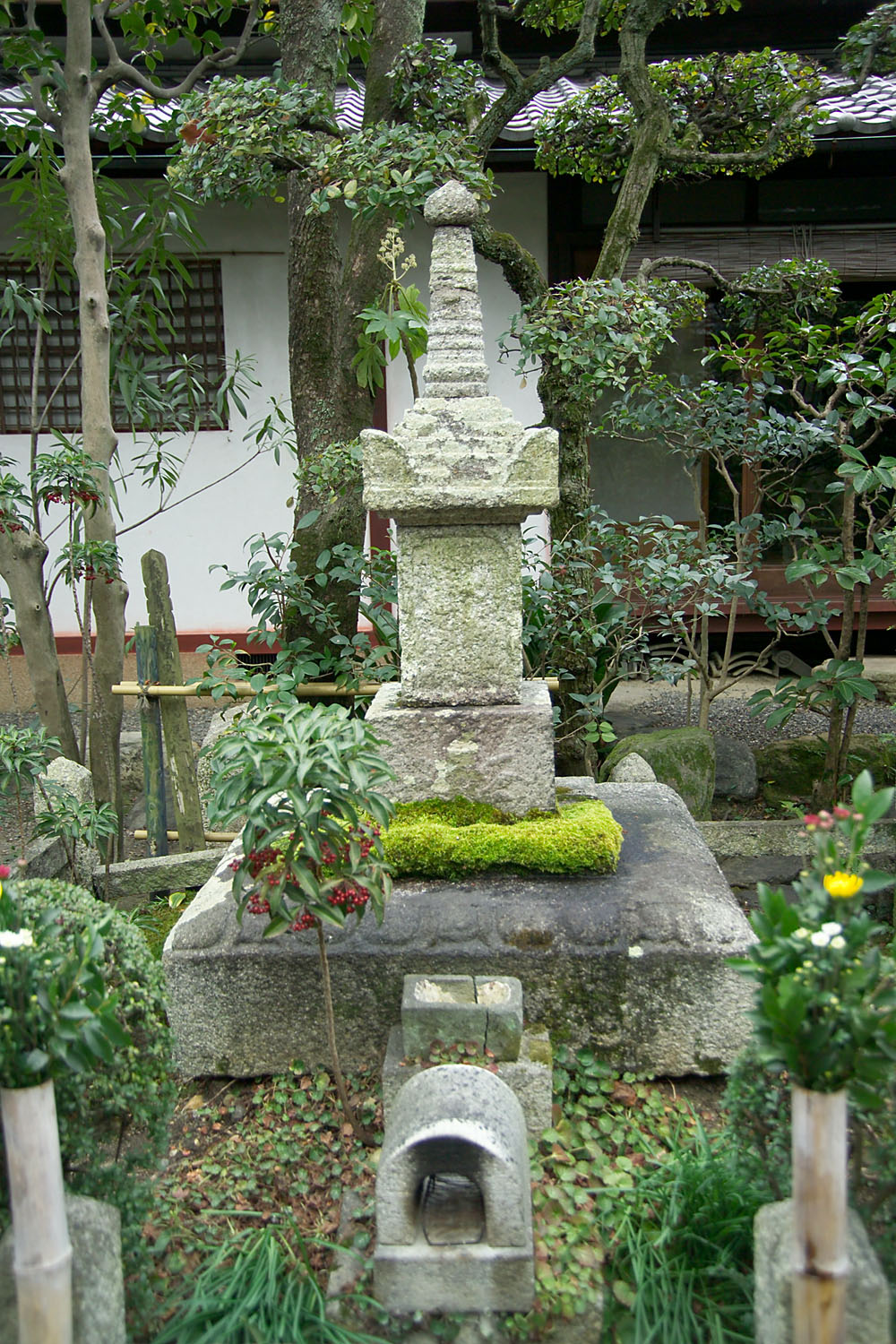
Hrob Jošinaky (Gičúdži, Ócu, prefektura Šiga)

Jošinaka Minamoto (japonsky 源義仲, Minamoto Jošinaka; 1154-1184) byl japonský samurajský velitel z rodu Minamoto. Protože vyrůstal v horách Kiso ve středním Japonsku, setkáme se s ním často pod jménem Jošinaka Kiso.

## Válka s Tairy
Stejně jako Jorimasa reagoval na osudnou výzvu prince Močihita z roku 1180 a chopil se zbraně, avšak jakmile se dověděl o smrti Jorimasy, okamžitě se z aktivního boje stáhl. V roce 1183 znovu uplatnil své pravomoci a vstoupil do války s Tairy.
Jošinaka přitom nezahájil své tažení v hlavním městě, ale přímo v horách tvořících na severu hranici poloostrova Noto. Tairové okamžitě zareagovali a vydali se na pochod k severu, aby se s Jošinakem Minamotem utkali. Nejprve se střetli s předsunutou minamotskou hlídkou u Hiuči, jednoduché, ale dobře hájené palisádové pevnosti vybudované na skalních útesech. Minamotové zde postavili přehradu, z níž byl napájen obranný příkop, který zadržoval tairský útok až do okamžiku, kdy zrádce z vlastních minamotských řad vystřelil směrem k nepříteli šíp s informací, jak lze přehradu protrhnout a vodní příkop vypustit. Poté Tairové pevnost rychle dobyli.

### Průsmyk Kurikara
I přes tento nezdar měl Jošinaka vítězství už na dosah - místem, kde se průběh válek Gempei obrátil ve prospěch Minamotů, se měla stát Kurikara (jinak též známá pod jménem Tonamijama). Tairská armáda pronásledující Jošinaku se rozdělila na dvě skupiny.
Větší část překročila pod vedením Tairy Koremoriho průsmyk Kurikara a svedla zde již zmíněnou bitvu. Menší kontingent překročil o něco severněji hranici mezi provinciemi Noto a Eččú a dosáhl menšího vítězství, které však bylo po porážce u Kurikary rychle zapomenuto. Jošinakova armáda postupovala k průsmyku Kurikara z východu a tehdy zpozorovala, že se Tairové blíží od západu k vrcholku Tonamijamy, který se tyčil nad průsmykem. Jošinaka nechal asi o míli dále na vršku Kurosaka vztyčit 30 bílých korouhví, aby měli Tairové dojem, že na ně při sestupu čeká mnohem větší vojenská síla, než tomu bylo ve skutečnosti. Úskok zapůsobil a Tairové se rozhodli zůstat v bezpečí hory, kde napojili i své koně.
Jošinaka svou armádu rovněž rozdělil. Jedna část dostala za úkol širokým obchvatem zaútočit na Tairy zezadu. Tři jednotky se skryly na úpatí kurikarského údolí pod průsmykem a zbytek zůstal u Jošinaky. Se svými vojáky zaměstnal Jošinaka Tairy dlouhým lučištnickým soubojem, jímž kryl postup svých druhů (jedná se o jeden ze vzácných případů, kdy byla svedena skutečná bitva pravých samurajů). Ostatní oddíly minamotské armády tím získaly čas. V době, kdy zapadalo slunce, pronikl Jošinakův oddíl, vybavený podstatně větším množstvím korouhví, než bylo u tak malého jízdního oddílu obvyklé, až do týla nepřítele, kde vzbudil zdání, že je velice početný. Než stačili Tairové na toto překvapení zareagovat, čekal je vpředu další šok. Jošinakovi vojáci sehnali dohromady stádo volů a k jejich rohům přivázali pochodně. Ty zapálili a rozzuřené voly popohnali bičem směrem do průsmyku. Někteří tairští samurajové byli splašeným stádem ušlapáni, další byli zahnáni dolů do údolí a během zmateného ústupu utrpěli drtivou porážku.

### Bitva u Šinowary
O několik dní později porazil Jošinaka Kiso v bitvě u Šinowary Munemoriho Tairu – Koremoriho strýce a jeho spoluvelitele během pochod na sever - ,jenž se dal po porážce u Kurikary na ústup. Na začátku bitvy se nejprve utkalo deset nejlepších lučištníků z obou stran, po tomto střetu se do boje zapojili i ostatní. Došlo k několika soubojům slavných válečníků, v nichž padl mimo jiné i věrný Jošinakův vazal Saitó Sanemori; ten si mimochodem před bitvou nabarvil vlasy, aby vypadal mladší. Poté, co ve dvou bitvách rozdrtil Tairy, už Jošinakovi nic nebránilo aby vstoupil do Kjóta jako vítěz. Tím však vzbudil žárlivost svého bratrance Joritoma, který vyslal svého bratra Jošicuneho, aby Jošinaku zatkl. Jošinaka uprchl.

### Bitva u Udži
Při další bitvě - druhé bitvě u Udži v roce 1184 - Jošinaka Minamoto opět využil řeku jako obranného pásma, i když v opačném směru, než tomu bylo v roce 1180. Jošicuneho armáda přeplavala řeku na koňských hřbetech a napadla ho. Tehdy se proslavili dva Jošicuneho samurajové, Kagesue Kadžiwara a Takacuna Sasaki, kteří se chtěli do boje pustit jako první a závodili přes řeku, kdo z nich bude na břehu nejdříve. Jošinaka u Udži utrpěl porážku a byl zahnán do sousedního Awazu, kde se spolu se svými nejvěrnějšími druhy naposled postavil na odpor. Jošinaka Kiso byl nakonec zabit šípem, když jeho kůň uvízl v rýžovém poli. Jeho vazal Kanehira Imai jej posléze následoval čestnou sebevraždou - s mečem v ústech se střemhlav vrhl z koně.
Zmínku si zaslouží také nejvěrnější Jošinakův druh, Gozen Tomoe, jenž je v některých zprávách z té doby označována za Jošinakovu manželku nebo milenku, zatímco jiné záznamy ji popisují jako "krásnou dívku". Jde o vzácný případ samurajského válečníka - ženy. Bojovala po Jošinakově boku od počátku tažení, včetně bitvy na řece Udži, kde získala hlavu jednoho z nepřátel. Chtěla bojovat i v bitvě poslední, ale Jošinaka trval na tom, aby bojiště opustila.

### Pád
Kariéra Jošinaky Minamota jako samurajského velitele byla krátká, avšak úžasná - jako raketa vystřelená na noční oblohu. Jeho vítězství u Kurikary bylo mistrovským taktickým kouskem. Využil při něm klamu a počáteční výhody, ale i tradičních samurajských dovedností. Je zřejmé, že byl pro své muže příkladem a hrstka oddaných vazalů mu věrně sloužila. Avšak Jošinakovy skvělé schopnosti se omezovaly pouze na bitevní pole. Chování jeho oddílů a vlastní neochota přijmout po vstupu do Kjóta roli dvořana vyvolaly zášť, která nakonec vedla k Jošinakovu pádu. Jošinaka svým chováním přímo nahrál svému proradnému bratranci. Joritomova politická protřelost ostře kontrastovala s Jošinakovou politickou naivitou, jež zabránila Jošinakovi stát se prvním šógunem Japonska.